# Satellite Blues
Satellite Blues è un singolo del gruppo musicale australiano AC/DC, pubblicato nel 2000 ed estratto dall'album Stiff Upper Lip.

## Tracce
- 7"

1. Satellite Blues
2. Let There Be Rock (live Plaza De Toros, Madrid 1996)

## Video
Il videoclip della canzone è stato diretto da Andy Morahan.

## Formazione
- Brian Johnson – voce
- Angus Young – chitarra
- Malcolm Young – chitarra, cori
- Cliff Williams – basso, cori
- Phil Rudd – batteria